# Indonesia Raya (dziennik)
Indonesia Raya – indonezyjski dziennik wydawany od 1949 roku. Przed jego trwałym zamknięciem w 1974 roku był wielokrotnie zwalczany, zarówno za rządów Sukarno, jak i Suharto.
Gazeta została powołana w grudniu 1949 roku, a założył ją pisarz Mochtar Lubis. Przestała istnieć w 1974 roku.
Nakład pisma wynosił 40 tys. egzemplarzy (1956).